# Липчанівка
Липча́нівка — село в Україні, в Куньєвській сільській громаді Ізюмського району Харківської області. Населення становить 976 осіб.

## Географія
Село Липчанівка знаходиться на лівому березі річки Мокрий Ізюмець, витягнуто вздовж русла річки на 5 км, вище за течією на відстані 3 км розташоване село Чистоводівка, нижче за течією за 2 км розташоване село Федорівка, на протилежному березі — село Куньє, за 5,5 км західніше — колишнє село Забаштівка, вище по течії за 3 км — колишнє село Майське.

## Економіка
- Молочно-товарна і велика птахо-товарна ферми.
- Приватне сільськогосподарське підприємство «Дружба» та «Хлібопродукт»

## Об'єкти соціальної сфери
- Одна школа.

## Пам'ятки
- Храм святителя Миколая Чудотворця. Побудований з дерева.

## Населення
Згідно з переписом УРСР 1989 року чисельність наявного населення села становила 1028 осіб, з яких 460 чоловіків та 568 жінок.
За переписом населення України 2001 року в селі мешкали 982 особи.

### Мова
Розподіл населення за рідною мовою за даними перепису 2001 року:
| Мова       | Відсоток |
| ---------- | -------- |
| українська | 94,98 %  |
| російська  | 4,61 %   |
| білоруська | 0,20 %   |
| інші       | 0,21 %   |

## Постаті
- Величко Олег Вікторович (1979—2016) — молодший сержант Збройних сил України, учасник російсько-української війни.